# Jagdgeschwader z.b.V.
Il Jagdgeschwader z.b.V. (JG z.b.V.) fu un reparto di volo della Luftwaffe, l'aeronautica militare tedesca, attivo dall'aprile al giugno 1944. La sigla z.b.V stava per zur besonderen Verwendung (per compiti speciali).

## Storia
Il reparto fu creato a Kassel il 20 aprile 1944, con lo scopo di controllare i gruppi caccia III./JG 3 (III gruppo del 3º stormo caccia), I./JG 5, II./JG 27, II./JG 52 e III./JG 53. Il JG z.b.V. era sotto al comando del 7. Jagd-Division e fu impiegato nella Reichsluftverteidigung (Difesa del Reich), operando dalle basi di Kassel e Ansbach. Il reparto fu sciolto il 15 giugno 1944 e riorganizzato come Stab./JG 4 (comando del 4º stormo caccia).

## Comandanti
Kommodore (comandanti di stormo)
- Major Gerhard Michalski, 20 aprile – 20 maggio 1944
- Hauptmann Walther Dahl, 20 maggio – 6 giugno 1944
- Major Gerhard Schöpfel, 6 – 15 giugno 1944